# Amorphoscelis chopardi
Amorphoscelis chopardi är en bönsyrseart som beskrevs av Roger Roy 1962. Amorphoscelis chopardi ingår i släktet Amorphoscelis och familjen Amorphoscelidae. Inga underarter finns listade i Catalogue of Life.